# Lijst van voetbalinterlands Bulgarije - Letland (vrouwen)
Deze lijst van voetbalinterlands is een overzicht van alle officiële voetbalinterlands tussen de nationale vrouwenteams van Bulgarije en Letland. De landen hebben tot nu toe twee keer tegen elkaar gespeeld.

## Wedstrijden
| № | Plaats   | Datum            | Competitie               | Wedstrijd           | Uitslag |
| - | -------- | ---------------- | ------------------------ | ------------------- | ------- |
| 1 | Ta' Qali | 7 juni 2009      | Vriendschappelijk        | Letland − Bulgarije | 0 − 4   |
| 2 | Alanya   | 16 februari 2022 | Turkish Women's Cup 2022 | Bulgarije − Letland | 1 − 1   |

## Samenvatting
| Competitie          | Totaal gespeeld | Winst Bulgarije | Gelijk | Winst Letland | Doelsaldo Bulgarije – Letland |
| ------------------- | --------------- | --------------- | ------ | ------------- | ----------------------------- |
| Turkish Women's Cup | 1               | 0               | 1      | 0             | 1 − 1                         |
| Vriendschappelijk   | 1               | 1               | 0      | 0             | 4 − 0                         |
| Totaal              | 2               | 1               | 1      | 0             | 5 − 1                         |